# Yellow Ledbetter
Yellow Ledbetter è un brano musicale dei Pearl Jam. Inserito nella compilation Lost Dogs come traccia numero 16, è uno dei più popolari e amati dai fan. Viene suonato a quasi tutti i concerti della band, spesso come canzone di chiusura.

## Storia
Il brano, tra i primi scritti dai Pearl Jam come gruppo, non entrò nella tracklist di Ten. Fu scelto dalla band come secondo b-side per il singolo Jeremy. "Yellow Ledbetter" finì per iniziare ad andare in onda sulle radio, raggiungendo la ventunesima posizione della Billboard Mainstream Rock Tracks chart nel 1994. La canzone fu inclusa in Lost Dogs, raccolta di b-sides e rarità del 2003 e nel greatest hits della band Rearviewmirror: Greatest Hits 1991-2003.
Il testo della canzone fu scritto da Eddie Vedder, mentre la musica dal bassista Jeff Ament e dal chitarrista Mike McCready. Quest'ultimo in questa canzone ha uno stile simile a quello di Jimi Hendrix, che ricorda le canzoni "Little Wing" e "May This Be Love".
Performance live della canzone sono disponibili sugli album Live at Benaroya Hall e  Live at the Gorge 05/06. Fu anche inclusa sui DVD Live at the Showbox, Live at the Garden e Immagine in cornice.
L'inizio della canzone fu utilizzato durante una scena dell'ultimo episodio della sit-com Friends. Questa fu la prima volta che i Pearl Jam concessero l'utilizzo di una loro canzone per la televisione. È anche la canzone di chiusura del film 50 e 50.

## Significato del testo
Il nome della canzone deriva dal nome di un vecchio amico di Chicago di Vedder, chiamato Tim Ledbetter. Deriverebbe anche dal vecchio scioglilingua inglese Yellow Letter, Red is better dove, appunto, se si dicono velocemente le parole, spesso il risultato è il titolo del pezzo. Si ricollega anche alla "Lettera Gialla", che è la lettera che significava la morte di un soldato; infatti questa canzone è considerata una delle più belle mai scritte contro la guerra.
Il testo della canzone è risultato non interpretabile sia dal vivo che nella versione studio, siccome Eddie Vedder mormora la maggior parte del testo lasciando comprendere solo pochi versi, come quello in cui dice "I said, I don't know whether I was the boxer or the bag" (in italiano, "Dissi, non so se fossi il pugile o il sacco [d'allenamento]"), che è presente in ogni performance live della canzone. Esistono versioni diverse del testo reperibili su vari siti internet, grazie alla sua natura live che permette alla band di improvvisarne il testo cambiandolo ogni volta. McCready spesso allunga la parte finale con un assolo e Vedder cambia generalmente le parole, mantenendo comunque il ritmo originale.
Molti fan hanno cercato di interpretare comunque il testo della canzone, ponendosi la domanda se esistesse un tema centrale (una teoria comune dice che riguardi qualcuno che riceve una lettera e scopre che il suo fratello è morto in guerra oltreoceano, riferendosi al testo della versione di Live at the Garden che dice "I don't know whether my brother will be coming home in a box or a bag"). Questo rende la canzone unica, facendola divenire una delle preferite tra i fan della band e comunque tuttora non ha né un vero e proprio testo o significato.

## Struttura musicale
La canzone si basa su una progressione di accordi I-V-IV, in tonalità di Mi maggiore.
Mike McCready suona la sua Fender Stratocaster con uno stile alla Jimi Hendrix, suonando molte parti che richiedono l'utilizzo della tecnica "thumb-over-neck". Fa un uso consistente della whammy bar durante l'assolo, curcando le note per creare un sound simile ad uno aspirato.